# Bis(2-ethylhexyl)phthalat
Bis(2-ethylhexyl)phthalat (auch Diethylhexylphthalat, DEHP) ist einer der wichtigsten Weichmacher auf Phthalatbasis, genauer der Diester aus Phthalsäure und racemischem 2-Ethylhexanol. Im Jahr 2010 lag der Marktanteil am globalen Weichmacherverbrauch bei knapp 54 %.

## Isomerie

Die drei Stereoisomeren von DEHP

Ein Strukturisomer von DEHP ist Di-n-octylphthalat (DOP). DEHP besitzt je ein Stereozentrum an jeder Verzweigungsstelle der beiden 2-Ethylhexylreste, somit gibt es drei DEHP-Stereoisomere:
- (R,R)-DEHP,
- (S,S)-DEHP und
- meso-DEHP.

In der Technik wird DEHP praktisch ausschließlich als Gemisch dieser drei Stereoisomeren eingesetzt. In der Regel haben derartige Stereoisomere unterschiedliche physiologische und somit auch toxikologische Eigenschaften.

## Verwendung
DEHP wird häufig als Weichmacher für PVC-Kunststoffe sowie als Zusatzstoff in Farben, kosmetischen Produkten und Schädlingsbekämpfungsmitteln verwendet.

## Herstellung
Zur Synthese von DEHP wird Phthalsäureanhydrid (1) mit zwei Äquivalenten 2-Ethylhexanol (2) umgesetzt. Unter Wasserabspaltung  bildet sich  DEHP (3):

## Analytik
Zur zuverlässigen qualitativen und quantitativen Bestimmung von DEHP kann nach angemessener Probenvorbereitung die Kopplung der Gaschromatographie mit der Massenspektrometrie eingesetzt werden. Auch in Pappbechern kann DEHP nachgewiesen werden. Die Methodik eignet sich ebenfalls zur Bestimmung von DEHP in Haarproben.

## Problematik
Wenn dieser Stoff in polymere Stoffe eingearbeitet wird, werden diese elastischer und geschmeidiger. DEHP geht dabei keine chemische Verbindung ein und kann daher zum Beispiel aus Kunststoffen mit der Zeit wieder entweichen und z. B. aus Lebensmittelverpackungen in das Lebensmittel migrieren. Um die Wirkung der Weichmacher zu beweisen, haben Forscher an der Universität Leipzig Mäuse mit Trinkwasser versorgt, das DEHP enthielt. Sie stellten fest, dass die Mäuse deutlich an Gewicht zulegten, besonders die weiblichen Tiere.
Als Ersatzstoff für die Herstellung von PVC-Produkten wird Diisononylphthalat verwendet.
Nach Untersuchungen der Universität Erlangen liegt die durchschnittliche Aufnahmemenge von DEHP wesentlich über dem von der Europäischen Kommission festgesetzten Grenzwert. Dies kann negative gesundheitliche Folgen auf Hoden, Nieren und Leber haben.
Die IARC stufte DEHP im Jahr 2013 als möglicherweise krebserzeugend ein.
Seit dem 28. Oktober 2008 ist DEHP auf der sogenannten „Kandidatenliste“ der ECHA geführt. Ist DEHP in einem Artikel enthalten, besteht Informationspflicht an den Kunden. Es ist bereits jetzt verboten, DEHP in Spielzeug und Babyartikeln zu verwenden, da die Substanz in der Anlage 1 der Bedarfsgegenständeverordnung gelistet ist.
In der EU-Verordnung Nr. 143/2011 vom 17. Februar 2011 wird Bis(2-ethylhexyl)phthalate (DEHP) als reproduktionstoxisch klassifiziert und der 21. Januar 2015 als Datum festgelegt, von dem ab das Inverkehrbringen und der Gebrauch der Substanz innerhalb der EU ohne Zulassung verboten ist.
Am 31. März 2015 wurden mit der Richtlinie (EU) 2015/863 DEHP in die RoHS-Stoffliste aufgenommen. Damit dürfen in der EU seit dem 22. Juli 2019 keine Elektro- und Elektronikgeräte mehr verkauft werden, die Teile mit mehr als 0,1 Gewichts-% DEHP im homogenen Werkstoff enthalten.
DEHP-Metaboliten wurden bereits im Urin von Delfinen nachgewiesen.
Bis(2-ethylhexyl)phthalat ist als „prioritärer gefährlicher Stoff“ in Anhang X der europäischen Richtlinie 2000/60/EG (Wasserrahmenrichtlinie) aufgeführt.